# Koen De Graeve
Pour les articles homonymes, voir De Graeve.
Koen De Graeve, né à Alost, le 28 avril 1972 , est un acteur belge.

## Biographie
Koen De Graeve est diplômé du Studio Herman Teirlinck en 1995 et est depuis particulièrement actif au théâtre. Il joue quelques rôles d'invité dans plusieurs émissions de télévision.

## Filmographie

### Cinéma
- 1993 : Ad fundum d'Erik Van Looy
- 2008 : Loft d'Erik Van Looy
- 2009 : La Merditude des choses de Felix Van Groeningen
- 2010 : Zot van A. de Jan Verheyen
- 2012 : À tout jamais de Nic Balthazar
- 2014 : Halfweg de Geoffrey Enthoven

### Séries télévisées
- 2023 : Le Mauvais Camp : la série : Remco Engels